# Dennis Hunt
Dennis Perrior Hunt (Portsmouth, Reino Unido, 8 de septiembre de 1937-Seabrook, Reino Unido, 31 de enero de 2019) fue un jugador y entrenador de fútbol británico.

## Biografía
Nieto del también futbolista Douglas Hunt, sirvió en el Ejército Británico antes de empezar a jugar. Se desempeñó en la posición de lateral izquierdo. Disputó un total de 322 partidos de la Football League con el Gillingham. Tras una breve estancia, de tan solo una temporada, en el Brentford, marchó al Folkestone Invicta, donde ejerció de jugador-entrenador. Después continuó entrenando durante cuatro temporadas más.
Falleció el 31 de enero de 2019, a los 81 años de edad.

### Carrera futbolística
Jugador
| Club                     | País       | Temporadas | Partidos | Goles |
| ------------------------ | ---------- | ---------- | -------- | ----- |
| Gillingham F. C.         | Inglaterra | 1958-1968  | 322      | 6     |
| Brentford F. C.          | Inglaterra | 1968-1969  | 12       | 0     |
| Folkestone Invicta F. C. | Inglaterra | 1969-1973  | ¿?       | ¿?    |

Entrenador
| Club                     | País       | Temporadas |
| ------------------------ | ---------- | ---------- |
| Folkestone Invicta F. C. | Inglaterra | 1969-1973  |
| Ashford Town F. C.       | Inglaterra | 1974-1977  |
| Margate F. C.            | Inglaterra | 1977-1978  |